# Bürgel
Bürgel è una città di 3 032 abitanti  della Turingia, in Germania.
Appartiene al circondario della Saale-Holzland (targa SHK).
Bürgel svolge il ruolo di "comune amministratore" (Erfüllende Gemeinde) nei confronti dei comuni di Beulbar-Ilmsdorf-Gerega, Graitschen b. Bürgel, Nausnitz e Poxdorf.